# Anna Neagle
Anna Neagle (20 de octubre de 1904 – 3 de junio de 1986) fue una actriz teatral y cinematográfica, además de cantante, de nacionalidad británica.
Neagle fue una de las artistas más taquilleras del cine británico durante más de 25 años. Destacó dando glamour y sofisticación al público londinense durante los años de la Segunda Guerra Mundial, gracias a sus musicales, comedias y dramas históricos. Además, ganó varios premios, y la mayor parte de sus filmes fueron producidos y dirigidos por Herbert Wilcox, con quien se casó en 1943.
Neagle ganó también fama por su retrato de heroínas británicas de la vida real, como fue el caso de sus actuaciones como Nell Gwynn, la Reina Victoria, Florence Nightingale y Edith Cavell.
Su sobrino-nieto es el también actor británico Nicholas Hoult.

## Inicios
Su verdadero nombre era Florence Marjorie Robertson, y nació en Forest Gate, Inglaterra. Sus padres eran Herbert Robertson, un capitán de la marina mercante, y Florence Neagle. Robertson estudió en la St. Albans High School for Girls., y en 1917 debutó en escena como bailarina, actuando posteriormente en revistas de C.B. Cochran y de André Charlot. En la época en que trabajó para Cochran fue suplente de la actriz Jessie Matthews.
En 1931 trabajó en el musical representado en el West End londinense Stand Up and Sing (1931), junto al Jack Buchanan. Para esta obra empezó a utilizar el nombre artístico de Anna Neagle. La pieza fue un gran éxito, teniendo un total de 604 representaciones. Stand Up and Sing le dio la oportunidad de iniciarse en el cine cuando el productor y director Herbert Wilcox observó su potencial como actriz cinematográfica.

## Inicios en el cine
Formando una alianza profesional con Wilcox, Neagle hizo su primer papel protagonista en el cine en el musical Goodnight Vienna (1932), otra vez junto a Jack Buchanan. Con esta película, un gran éxito de recaudación, Neagle se hizo famosa de la noche a la mañana.
Tras protagonizar ese mismo año The Flag Lieutenant, con dirección e interpretación de Henry Edwards, posteriormente ella trabajó exclusivamente bajo la dirección de Wilcox en todos sus filmes menos en uno, convirtiéndose en una de las principales estrellas británicas.
Ella continuó en el género musical coprotagonizando, junto a Fernand Gravey, la película Bitter Sweet (1933), la primera versión para el cine de la obra de Noël Coward.
En 1934 Neagle protagonizó Nell Gwyn. Su actuación como Nell Gwynn, amante del rey Carlos II de Inglaterra (Cedric Hardwicke), dio lugar a la censura en los Estados Unidos. A causa del Código Hays, hubo que añadir una escena históricamente falsa que proporcionaba a la historia un final enteramente diferente.
Dos años después de Nell Gwynn interpretó a otro personaje real, la actriz irlandesa Peg Woffington en Peg of Old Drury (1936). Ese mismo año actuó en Limelight, un musical en el cual encarnaba a una corista. Su coprotagonista era Arthur Tracy, que había ganado la fama en los Estados Unidos como intérprete radiofónico. En el film hacía un cameo Jack Buchanan.
Neagle y Wilcox rodaron posteriormente una fábula circense, The Three Maxims (1937), estrenada en Estados Unidos con el título de The Show Goes On. El film, con guion en el que contribuía Herman J. Mankiewicz, obligaba a que Neagle interpretara sus propias acrobacias en la cuerda floja.
Aunque en esa época ya era una actriz cinematográfica de éxito, Neagle continuó trabajando en el teatro. Así, en 1934 fue Rosalina en Como gustéis y Olivia en Noche de reyes. En ambas producciones recogió críticas entusiastas, a pesar del hecho de que anteriormente nunca había interpretado papeles de William Shakespeare.
En 1937 Neagle hizo la que fue su interpretación de mayor prestigio, la de la Reina Victoria en el drama histórico Victoria the Great (1937), junto a Anton Walbrook en el papel del Príncipe Alberto. El guion de Robert Vansittart y Miles Malleson alternaba la política con la vida personal de la pareja real. La secuencia del Jubileo de Diamante de la Reina Victoria se rodó en Technicolor. Victoria the Great tuvo tal resonancia internacional que Neagle y Walbrook hubieron de retomar a sus personajes en una secuela rodada toda ella en Technicolor titulada Sixty Glorious Years (1938), en la cual C. Aubrey Smith interpretaba a Arthur Wellesley, I duque de Wellington. A la vez que se estrenaba la primera de las películas, Neagle volvió a la escena londinense para interpretar el papel del título en Peter Pan.

## Período en Estados Unidos
Los éxitos de Victoria the Great y Sixty Glorious Years llamaron la atención de los estudios de Hollywood. Por ello, Neagle y Wilcox iniciaron una asociación con RKO Pictures, siendo su primer film en Estados Unidos Nurse Edith Cavell (1939), un título en el cual Neagle interpretó de nuevo a una heroína británica real, la enfermera Edith Cavell, ejecutada por los alemanes durante la Primera Guerra Mundial bajo la acusación de espionaje.
Dando un giro a su carrera, la pareja rodó tres comedias musicales, todas basadas en populares obras teatrales. La primera, Irene (1940), junto a Ray Milland, incluía una secuencia en Technicolor y presentaba a Neagle interpretando la canción más famosa de la obra, "Alice Blue Gown". A dicho film le siguió No, No, Nanette (1940), con Victor Mature, película en la que cantaba "Tea For Two". Finalmente, rodó Sunny (1941) con Ray Bolger.
El último film de Neagle y Wilcox en los Estados Unidos fue Forever and a Day (1943). En este título aparecían 80 intérpretes (la mayoría británicos), entre ellos Ray Milland, C. Aubrey Smith, Claude Rains, Charles Laughton, y – entre los pocos americanos – Buster Keaton. Wilcox dirigió la secuencia en la que actuaban Neagle, Milland, Smith, y Rains, mientras que otros directores que trabajaron en la cinta fueron René Clair, Edmund Goulding, Frank Lloyd, Victor Saville y Robert Stevenson.

## Vuelta a Inglaterra
De vuelta a Inglaterra, Neagle y Wilcox comenzaron con They Flew Alone (1942), película en la que Neagle interpretaba a otra heroína británica, la aviadora Amy Johnson. Robert Newton interpretaba al marido de Johnson, Jim Mollison, y el film se estrenó un año después del fallecimiento de la aviadora.
Tras esta última película Neagle y Wilcox decidieron casarse, teniendo lugar la ceremonia el 9 de agosto de 1943.
Volvieron al cine rodando The Yellow Canary (1943), una historia de espías ambientada en Canadá y coprotagonizada por Richard Greene y Margaret Rutherford.
En 1945 Neagle actuó en el teatro con la obra Emma, una dramatización de la novela de Jane Austen. Ese mismo año también trabajó en el film I Live in Grosvenor Square, con Rex Harrison. Su siguiente película, Piccadilly Incident (1946), fue interpretada por Michael Wilding, al no estar disponibles ni Rex Harrison ni John Mills para la filmación. De ese modo nació lo que la crítica llamó "el mayor equipo del cine británico ". Piccadilly Incident fue elegida Mejor Película de 1947 por la película Picturegoer’.
Neagle y Wilding volvieron a trabajar juntos en The Courtneys of Curzon Street (1947), un drama que fue otro éxito de recaudación, y en el cual se describía la relación de una pareja en una sociedad de moral victoriana.
La tercera producción de Neagle y Wilding en los denominados "filmes de Londres" fue Spring in Park Lane (1948), película con guion de Nicholas Phipps, que también actuaba en la misma. Aunque no era un musical, contenía una escena en la que se oía la canción "The Moment I Saw You", orquestada por Robert Farnon. Spring in Park Lane ganó en 1949 los premios de Picturegoer al mejor film, actor y actriz. Neagle y Wilding rodaron juntos una cuarta película, Maytime in Mayfair (1949), un título romántico rodado en Technicolor.
En 1950 Neagle estaba en la cima como actriz más taquillera del Reino Unido, y ese año rodó su película favorita, Odette, en la que actuó junto a Trevor Howard, Peter Ustinov y Marius Goring. En el film encarnaba a Odette Hallowes, luchadora anglofrancesa de la resistencia. Su siguiente personaje fue Florence Nightingale en The Lady with the Lamp (1951).
De vuelta al teatro en 1953, tuvo un nuevo éxito con The Glorious Days, obra que se representó en 476 ocasiones. Neagle y Wilcox adaptaron la pieza al cine bajo el título de Lilacs in the Spring (1954), y en la misma trabajó Errol Flynn. El film tuvo una recaudación razonable en Gran Bretaña, pero Estados Unidos fue un fracaso.

## Inicio del declive
Neagle y Flynn volvieron a filmar otra película juntos, King's Rhapsody (1955), basada en un musical de Ivor Novello y en la cual también actuaba Patrice Wymore (la mujer de Flynn en ese momento). Aunque Neagle interpretó varios números musicales, la mayor parte de ellos no se vieron en la versión final del film, con lo cual ella hizo realmente un papel de reparto. Rodada en Eastmancolor y CinemaScope y con localizaciones cerca de Barcelona, España, King's Rhapsody fue un fracaso. Parecía que el reclamo para el público que suponían Neagle y Flynn empezaba a declinar.
El último éxito de taquilla de Neagle fue My Teenage Daughter (1956), en el cual trabajó junto a Sylvia Syms.
Neagle y Syms volvieron a colaborar en No Time For Tears (1957), junto a Anthony Quayle, Flora Robson y George Baker. Dirigido el film por Cyril Frankel, fue la primera vez en más de 20 años que a Neagle no la dirigía Herbert Wilcox.
Junto a su marido, Neagle empezó a producir filmes protagonizados por Frankie Vaughan, pero las producciones estaban desfasadas con relación a los gustos del público, y el matrimonio sufrió pérdidas económicas que cargaron de deudas a Wilcox. La última actuación de Neagle para el cine fue en The Lady is a Square.

## Últimos años
Herbert Wilcox quedó en bancarrota en 1964, pero su mujer puedo reavivar sus fortunas. Al año siguiente volvió al teatro con un espectacular retorno en el musical representado en el West End Charlie Girl. Charlie Girl fue un fenomenal éxito, manteniéndose en escena seis años, con un total de 2,047 representaciones, lo cual sirvió para que Neagle entrata en el Libro Guinness de los récords.
Dos años después de Charlie Girl – obra que también representó en Australia y Nueva Zelanda – a Neagle le pidieron actuar en la reposición de No, No, Nanette, la cual ella había llevado a la pantalla tres décadas antes. Más adelante, en 1975, reemplazó a Celia Johnson en The Dame of Sark, y en 1978 (un año después de fallecer su marido) estaba actuando en Most Gracious Lady, obra escrita para el Jubileo de Plata de la Reina Isabel II del Reino Unido.
Aunque afectada por la enfermedad de Parkinson en sus últimos años, Neagle siguió activa aún pasados los ochenta años de edad. Así, en 1985 fue el Hada Madrina en una producción de Cenicienta representada en el London Palladium.
Anna Neagle falleció en 1986, en West Byfleet, Londres (Inglaterra). Tenía 81 años de edad. Algunas fuentes afirman que en el momento de su muerte estaba afectada por un cáncer. Fue enterrada junto a su marido en el Cementerio City of London.

## Galardones
A Neagle se le otorgó el grado de Comendadora de la Orden del Imperio Británico (CBE) en 1952, y, por su contribución al teatro, el de Dama Comendadora (DBE) en 1969.

## Filmografía
Además de las siguientes películas, Neagle también actuó brevemente como ella misma en un corto documental titulado The Volunteer (1943), y fue narradora en los filmes The Prams Break Through (1945) y Princess's Wedding Day (1947). Neagle también produjo, pero no protagonizó, tres películas de Frankie Vaughan: These Dangerous Years (1957), Wonderful Things (1957), y The Heart of a Man (1959).
| Año  | Título                         | Personaje                                                     | Observaciones                                                       |
| ---- | ------------------------------ | ------------------------------------------------------------- | ------------------------------------------------------------------- |
| 1929 | Those Who Love                 | Pequeño papel (sin créditos)                                  | Dirigida por H. Manning Haynes                                      |
| 1930 | The Chinese Bungalow           | Charlotte                                                     | Dirigida por Arthur Barnes y J.B. Williams                          |
| 1930 | School for Scandal             | Vendedora de flores (sin créditos)                            | Dirigida por Thorold Dickinson y Maurice Elvey; Filmada en Raycolor |
| 1930 | Should A Doctor Tell?          | Muriel Ashton                                                 | Dirigida por H. Manning Haynes                                      |
| 1932 | Good Night, Vienna             | Viki                                                          | Primera colaboración de Neagle con el director Herbert Wilcox       |
| 1932 | The Flag Lieutenant            | Hermione Wynne                                                | Dirigida por Henry Edwards.                                         |
| 1933 | Bitter Sweet                   | Sarah Millick y Sari Lind                                     |                                                                     |
| 1933 | The Little Damozel             | Julie Alardy                                                  |                                                                     |
| 1934 | Nell Gwyn                      | Nell Gwyn                                                     | Primer gran éxito de Neagle                                         |
| 1934 | The Queen's Affair             | Reina Nadia                                                   |                                                                     |
| 1935 | Peg of Old Drury               | Peg Woffington                                                |                                                                     |
| 1936 | Limelight                      | Marjorie Kaye                                                 |                                                                     |
| 1936 | The Three Maxims               | Pat                                                           | Producción francobritánica.                                         |
| 1937 | Victoria the Great             | Reina Victoria                                                | Final rodado en Technicolor                                         |
| 1937 | London Melody                  | Jacqueline                                                    |                                                                     |
| 1938 | Sixty Glorious Years           | Reina Victoria                                                | Rodada en Technicolor                                               |
| 1939 | Nurse Edith Cavell             | Edith Cavell                                                  | Primer film americano de Neagle                                     |
| 1940 | Irene                          | Irene O'Dare                                                  | Con una secuencia en Technicolor; producida en los Estados Unidos   |
| 1940 | No, No, Nanette                | Nanette                                                       | Producción estadounidense                                           |
| 1941 | Sunny                          | Sunny O'Sullivan                                              | Producción U.S.A.                                                   |
| 1942 | They Flew Alone                | Amy Johnson                                                   |                                                                     |
| 1943 | The Yellow Canary              | Sally Maitland                                                |                                                                     |
| 1943 | Forever and a Day              | Susan Trenchard                                               | Producción U.S.A.                                                   |
| 1945 | I Live in Grosvenor Square     | Lady Patricia Fairfax                                         |                                                                     |
| 1946 | Piccadilly Incident            | Diana Fraser                                                  |                                                                     |
| 1947 | The Courtneys of Curzon Street | Katherine O'Halloran                                          |                                                                     |
| 1948 | Elizabeth of Ladymead          | Elizabeth                                                     | Rodada en Technicolor                                               |
| 1948 | Spring in Park Lane            | Judy Howard                                                   |                                                                     |
| 1949 | Maytime in Mayfair             | Eileen Grahame                                                | Rodada en Technicolor                                               |
| 1950 | Odette                         | Odette Hallowes                                               |                                                                     |
| 1951 | The Lady With the Lamp         | Florence Nightingale                                          |                                                                     |
| 1952 | Derby Day                      | Lady Helen Forbes                                             |                                                                     |
| 1954 | Lilacs in the Spring           | Carole Beaumont / Lillian Grey / Nell Gwynne / Reina Victoria | Rodada en Eastmancolor (además de un prólogo en blanco y negro)     |
| 1955 | King's Rhapsody                | Marta Karillos                                                | Rodada en CinemaScope y Eastmancolor                                |
| 1956 | My Teenage Daughter            | Valerie Carr                                                  |                                                                     |
| 1957 | The Man Who Wouldn't Talk      | Mary Randall, Q.C.                                            |                                                                     |
| 1957 | No Time for Tears              | Matrona Eleanor Hammond                                       | Dirigida por Cyril Frankel; rodada en Eastmancolor                  |
| 1958 | The Lady is a Square           | Frances Baring                                                |                                                                     |

## Grabaciones de Anna Neagle
- What More Can I Ask?, con orquesta dirigida por Ray Noble

HMV B 4365 (matrix: 0B 4586-3)
Grabado en Londres el 4 de enero de 1933
- The Dream Is Over, con orquesta dirigida por Ray Noble

HMV B 4365 (matrix: 4587-4)
Grabado en Londres el 4 de enero de 1933
- Tonight, dueto con Trefor Jones, con Geraldo y su Orquesta

Columbia (Inglaterra) DB 1316 (matrix: CA 14314-1)
Grabado en Londres el 30 de enero de 1934
- Kiss Me Goodnight

Decca (Inglaterra) F 5649 (matrix: TB 1869)
Grabado en Londres el 9 de agosto de 1935
- A Little Dash Of Dublin

Decca (Inglaterra) F 5649 (matrix: TB 1870)
Grabado en Londres el 9 de agosto de 1935

## Publicaciones
- There's Always Tomorrow - Autobiografía - 1974, ISBN 0-491-01941-6.